# Ryan Adams (album)
Ryan Adams è il quattordicesimo ed eponimo album in studio del cantautore statunitense Ryan Adams, pubblicato nel 2014.

## Tracce
Testi e musiche di Ryan Adams.
1. Gimme Something Good – 3:55
2. Kim – 3:26
3. Trouble – 3:47
4. Am I Safe – 4:32
5. My Wrecking Ball – 3:08
6. Stay with Me – 3:06
7. Shadows – 5:22
8. Feels Like Fire – 4:25
9. I Just Might – 3:29
10. Tired of Giving Up – 3:40
11. Let Go – 3:43

## Formazione
- Ryan Adams - voce, chitarre
- Jeremy Stacey - batteria
- Benmont Tench - organo, piano
- Tal Wilkenfeld - basso
- Marshall Vore - percussioni

Ospiti
- Johnny Depp - chitarra (2,8)
- Mandy Moore - voce (3,4)